# Ljubno, Radovljica
Ljubno este o localitate din comuna Radovljica, Slovenia, cu o populație de 478 de locuitori.